# António da Madalena
 (mai 2021).
Si vous disposez d'ouvrages ou d'articles de référence ou si vous connaissez des sites web de qualité traitant du thème abordé ici, merci de compléter l'article en donnant les références utiles à sa vérifiabilité et en les liant à la section « Notes et références ».
António da Madalena est un frère capucin portugais. Il est le premier occidental à découvrir Angkor. Il est né à Coimbra et vit à l'abbaye d'Alcobaça de 1575 à 1579. Il se rend jusqu'à Goa en 1580 afin d'établir une bibliothèque pour son ordre. En 1583, il voyage jusqu'au Cambodge, là où il découvre Angkor en 1586. L'année suivante, il raconte ses observations à l'historien Diogo do Couto. Il meurt dans un naufrage au large du KwaZulu-Natal.